# Aubrita
Les aubrites són un grup de meteorits anomenats així pel meteorit Aubres, un petit meteorit acondrita que van caure a prop de Niom, França, l'any 1836. Es componen principalment d'enstatita ortopiroxena. El seu origen igni els separa de les acondrites enstatites primitives i els mitjans que es va originar en un asteroide. Les aubrites solen ser de color clar, i amb una escorça de fusió de color marró. La majoria d'aubrites tenen una forta bretxa. Sovint es diu que, pel seu aspecte, semblen d'origen "lunar".
Les aubrites estan compostes principalment de grans cristalls blancs pobres en ferro, i d'ortopiroxens rics en magnesi, o enstatita. Al voltant d'aquesta matriu, tenen fases menors d'olivina, metalls de níquel-ferro, i troilita, que indiquen una formació magmàtica sota condicions molt reductores. La severa bretxa de més aubrites testifica una història violenta dels seus cossos progenitors. A causa que algunes aubrites contenen xenòlits condrítics, és probable que el cos progenitor xoquès amb un asteroide de composició condrita F.
Les comparacions de l'espectre de les aubrites amb els d'asteroides han revelat similituds sorprenents entre el grup aubrita i els asteroides de tipus E de la família Nysa. Un petit objecte proper a la Terra, (3103) Eger, també se suggereix sovint com a cos progenitor de les aubrites.